# Titania
Titania er en person i skuespillet En skærsommernatsdrøm af William Shakespeare. Hun er elverdronning, som er gift med elverkongen Oberon. I den traditionelle folklore havde elvedronningen intet navn; Shakespeare hentet navnet fra værket Metamorphoses (8. e.Kr.) skreivet af romerske digter Ovid.
Shakespeares Titania er en stolt skikkelse. Hun og Oberon har en ægteskabeligt skænderi om, hvem af dem, der skal beholde en indisk dreng, der er en skifting. Dette skænderi er drivkraften i en række forviklinger og misforsteåsler blandt skuespillets øvrige personer.
Uranus' måne Titania er opkaldt efter figuren. 